# Robert Lewis

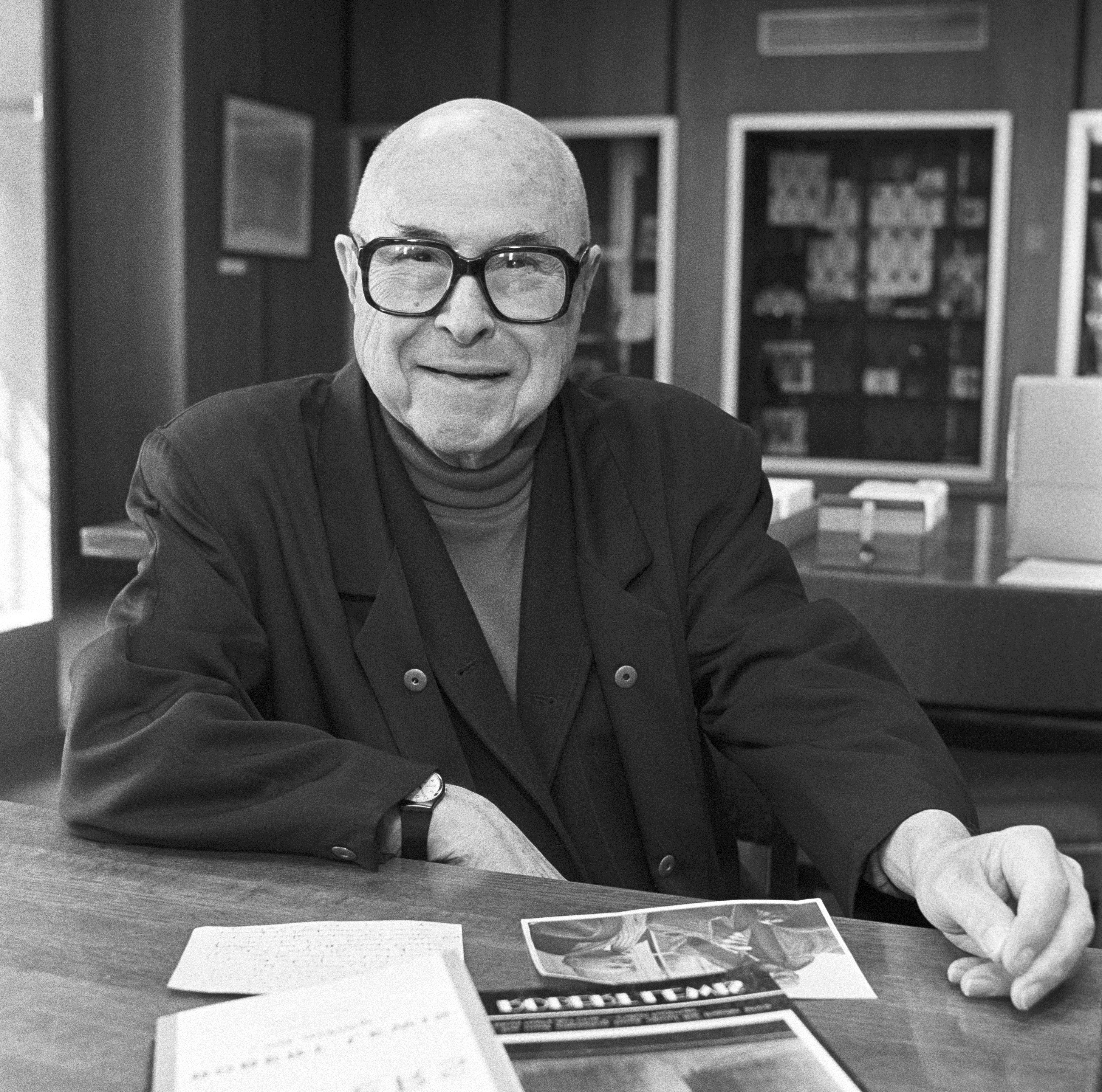
Robert Lewis, 1990

Robert Lewis (* 16. März 1909 in Brooklyn, New York City; † 23. November 1997 in New York City, New York) war ein US-amerikanischer Schauspieler, Regisseur, Schauspiellehrer, Autor und 1947 Mitgründer des einflussreichen Actors Studio in New York City.

## Leben und Karriere
Er war ein früher Anhänger von Konstantin Stanislawski und Gründungsmitglied des revolutionären Group Theatre in den 1930ern. Lewis nahm bei dem russischen Schauspieler und Regisseur Michael Tschechow, einem emigrierten Neffen von Anton Pawlowitsch Tschechow, Unterricht. Er selbst unterrichtete unter anderem Marlon Brando, Montgomery Clift, Maureen Stapleton, Eli Wallach, John Forsythe, Sidney Lumet, Kevin McCarthy, Karl Malden, Walter Matthau und Marilyn Monroe am Actors Studio. Später gehörten Meryl Streep, Faye Dunaway, Sigourney Weaver oder Liza Minnelli zu seinen Studentinnen.
Über viele Jahre war Lewis ein erfolgreicher Regisseur am New Yorker Broadway. In Hollywood versuchte er sich als Regisseur von zwei Film-Musicals und wirkte als Schauspieler an einigen Filmen mit, unter denen der wohl bekannteste die Charlie-Chaplin-Komödie Monsieur Verdoux – Der Frauenmörder von Paris (1947) ist. In den 1970ern, war er der Leiter der Yale School of Drama (Acting and Directing Departments). Er verließ Yale im Jahr 1976.

## Filmografie
Als Schauspieler
- 1943: Tonight We Raid Calais
- 1943: Bomber’s Moon
- 1943: Paris After Dark
- 1944: Drachensaat (Dragon Seed)
- 1945: Son of Lassie
- 1945: The Last Installment (Kurzfilm)
- 1945: Broadway-Melodie 1950 (Ziegfeld Follies)
- 1945: The Hidden Eye
- 1947: Monsieur Verdoux – Der Frauenmörder von Paris (Monsieur Verdoux)
- 1973: Männerwirtschaft (The Odd Couple; Fernsehserie, 1 Folge)
- 1987: Hawken’s Breed

Als Regisseur
- 1945: Broadway Melodie 1950 (Ziegfeld Follies; Segment)
- 1956: Broadway-Zauber (Anything Goes)
- 1980: Secrets of Midland Heights (Fernsehserie, 1 Folge)
- 1992: Unter der Sonne Kaliforniens (Knots Landing; Fernsehserie, 1 Folge)

## Werke
- Method or Madness? Samuel French, 1958, ISBN 0-573-69033-2.
- Advice To The Players. Stein and Day, 1980, ISBN 1-55936-003-8.
- Slings And Arrows: Theater In My Life. Harper & Row, 1984, ISBN 1-55783-244-7.